# Казорецо
Казорецо (итал. Casorezzo) је насеље у Италији у округу Милано, региону Ломбардија.
Према процени из 2011. у насељу је живело 5179 становника. Насеље се налази на надморској висини од 165 м.

## Становништво
| 1931. | 1936. | 1951. | 1961. | 1971. | 1981. | 1991. | 2001. | 2011. |
| ----- | ----- | ----- | ----- | ----- | ----- | ----- | ----- | ----- |
| 1.976 | 2.002 | 2.401 | 2.641 | 3.099 | 3.906 | 4.307 | 4.633 | 5.355 |